# Dupree (Dél-Dakota)
Dupree település az Amerikai Egyesült Államok Dél-Dakota államában, Ziebach megyében, melynek megyeszékhelye is. Lakosainak száma 494 fő (2020. április 1.).

## Népesség
A település népességének változása:

| 2010 | 525 |
| 2020 | 494 |